# بيكي فيشر
بيكي فيشر (بالإنجليزية: Becky Fischer)‏ هي ثيولوجية أمريكية، ولدت في 31 مايو 1951 في بيسمارك في الولايات المتحدة.